# Flickingeria nodosa
Flickingeria nodosa là một loài thực vật có hoa trong họ Lan. Loài này được (Dalzell) Seidenf. mô tả khoa học đầu tiên năm 1980.